# Heinrich Greinacher
Heinrich Greinacher (ur. 31 maja 1880 w St. Gallen, zm. 17 kwietnia 1974 w Bernie) – szwajcarski fizyk narodowości niemieckiej, wynalazca licznika iskrowego, powielacza napięcia oraz komory jonizacyjnej połączonej z liniowym wzmacniaczem.

## Życiorys
Był jedynym dzieckiem szewca Heinricha Greinachera i jego żony Pauline z d. Münzenmayer. Urodzony jako obywatel niemiecki, w 1894 został naturalizowany jako obywatel szwajcarski. Uczęszczał do szkoły w St. Gallen, a następnie studiował fizykę w Zurychu, Genewie i Berlinie oraz grę fortepianową w genewskim konserwatorium (w 1901 otrzymał pierwszą nagrodę dla instrumentalistów). W Berlinie uczęszczał na wykłady Maksa Plancka, a w 1904 doktoryzował się u Emila Warburga, którego był asystentem. W 1907  został docentem na Uniwersytecie w Zurychu, a po wymuszonym przez chorobę odejściu dyrektora Instytutu Fizyki Alfreda Kleinera (1915) Greinacher uzyskał tytuł profesora, jednak posadę dyrektora otrzymał Edgar Meyer. W latach 1924–1952 był profesorem fizyki na Uniwersytecie w Bernie i dyrektorem tamtejszego Instytutu Fizyki. W okresie dyrektorowania zajmował się badaniami nad promieniotwórczością, fizyką jądrową i fizyką cząstek elementarnych. W 1952 odszedł na emeryturę.
Na początku kariery prowadził badania nad radioaktywnością, w tym nad polonem, i do mierzenia intensywności promieniowania rentgenowskiego opracował w 1913 r. tzw. jonometr, ale ten wymagał do zasilania prądu o napięciu 200-300 V. Ponieważ zurychska elektrownia dostarczała prąd 110 V, Greinacher opracował powielacz napięcia (1920 r.). Ten ostatni został w 1932 wynaleziony ponownie i spopularyzowany przez Johna Cockcrofta i Ernesta Waltona, którzy zastosowali go do konstrukcji akceleratora użytego do wykrycia pierwszych reakcji jądrowych spowodowanych przez przyśpieszone cząsteczki. Był także wynalazcą licznika iskrowego. Pomimo tych osiągnięć berneński Instytut Fizyki pod jego rządami pozostał małą i niewiele znaną jednostką.
Żonaty dwukrotnie: w 1910 z Niemką Marie Mahlmann i w 1933 Friedą Urben z Inkwil.
Zmarł 17 kwietnia 1974 w Bernie. Powstała w 1988 r. w Instytucie Fizyki Uniwersytetu w Bernie Fundacja Heinricha Greinachera przyznaje nagrody jego imienia i wspiera młodych badaczy.